# Chaff

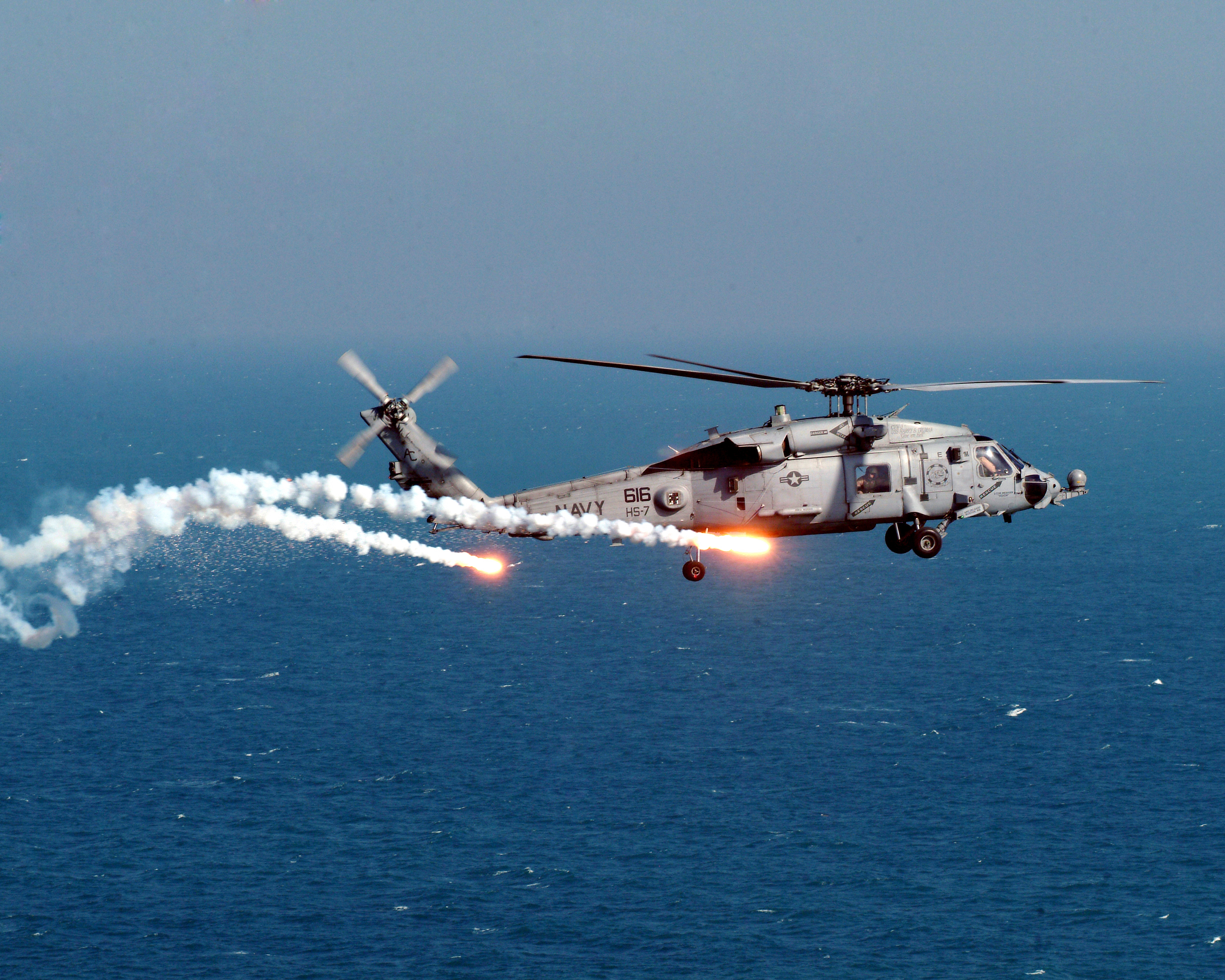
Un elicottero HH-60H SeaHawk della U.S. Navy, lancia per la sua protezione del chaff dietro la coda e 2 flare (i razzi incandescenti con le scie di fumo).

Il chaff (traducibile letteralmente con "pagliuzza") è una tecnica di contromisura elettronica (Electronic Attack - EA) passiva per confondere i radar. Consiste nella dispersione di una nuvola di materiale radar-riflettente (in tempi recenti alluminio o fibra di vetro), la quale genera delle eco che interferiscono con il funzionamento dei radar. Viene chiamato anche Window, o Düppel, quando vengono utilizzate le denominazioni storiche originali (rispettivamente britannica e tedesca).
Non vanno confusi con i flare che interferiscono e ingannano i sensori ottici dei missili a guida infrarossa (IR), e non magnetica, dei missili.
Le forze armate moderne utilizzano il chaff per due principali ragioni:
- confondere i missili a guida radar deviandoli dai loro bersagli;
- interferire con il funzionamento dei radar di scoperta, creando aree piene di falsi echi, in mezzo ai quali diventa più difficile individuare i bersagli reali. Per questo scopo, il chaff viene utilizzato in grandi quantità, creando delle vere e proprie nuvole (o cortine di inganno) dietro le quali effettuare le manovre, che vengono chiamate "corridoi di chaff".

La maggior parte degli aeromobili militari e delle navi moderne hanno dispositivi per il lancio del chaff. I moderni missili balistici intercontinentali solitamente si suddividono in testate multiple e disperdono una grande quantità di inganni radar e chaff durante la parte intermedia della loro traiettoria.
Il chaff può essere usato da un aereo anche come segnale di emergenza in caso di avaria alle comunicazioni. Il segnale convenzionale di emergenza consiste nel rilascio di chaff ogni due minuti.

## Storia

### Le origini

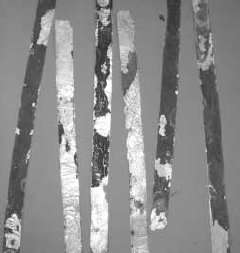
Strisce di window, utilizzate nella seconda guerra mondiale.

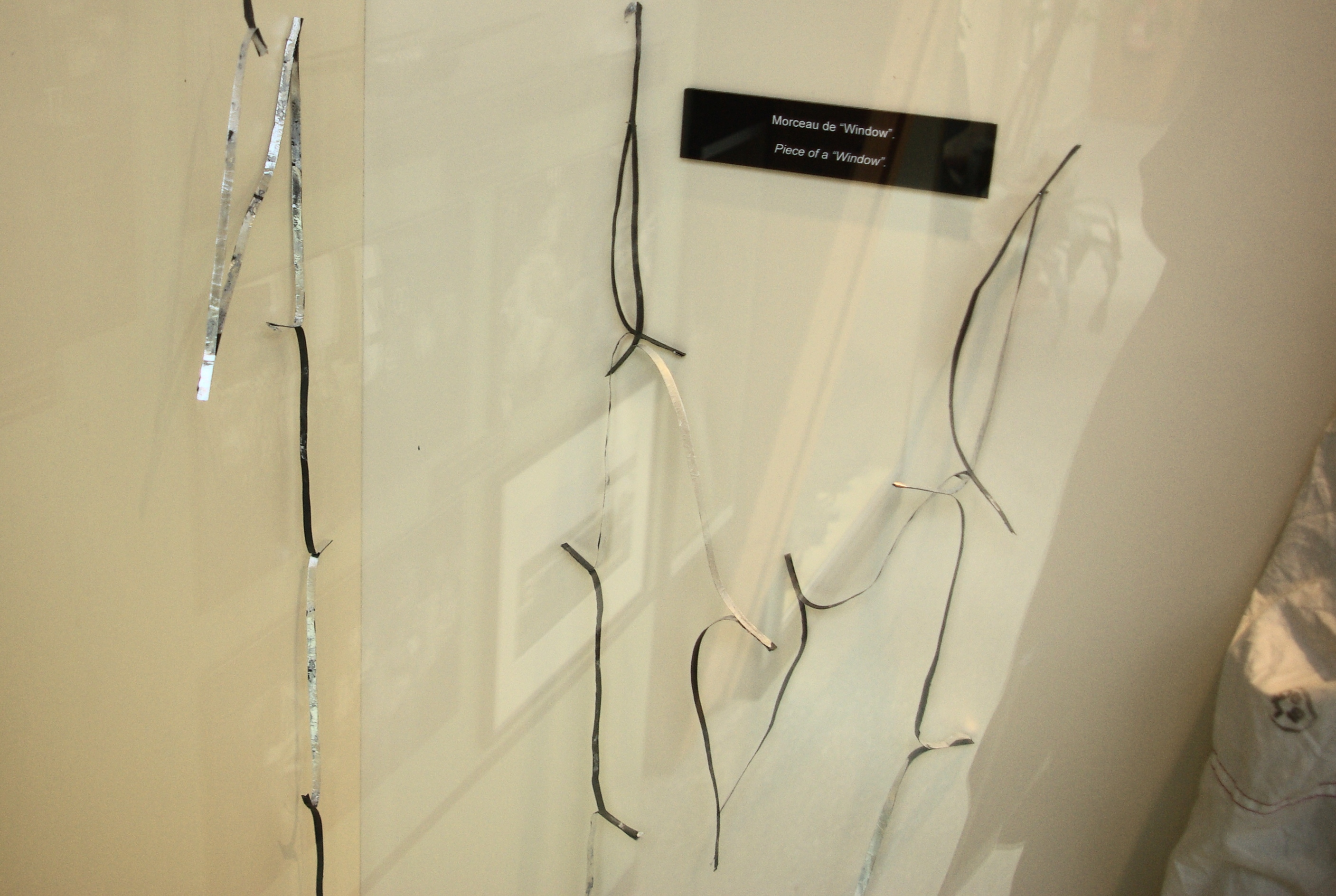
Window conservate in museo.

La scoperta che le strisce metalliche sospese in aria generano riflessioni delle onde radio simili a quelle degli aerei è parallela a quella del radar, e già nel 1937 i britannici pensarono di poter utilizzare contromisure basate su queste tecniche. Contemporaneamente, studi simili vennero sviluppati in Germania, Stati Uniti e Giappone.
Bisogna attendere il 1941, in piena seconda guerra mondiale, perché R. V. Jones, un importante esponente inglese degli studi sulla guerra elettronica del "Telecommunications Research Establishment" (TRE), avviasse sperimentazioni più avanzate, e per questo il professor Jones viene considerato l'inventore del chaff.
All'inizio del 1942 Jones incaricò Joan Curran di praticare esperimenti che diedero ottimi risultati nel contrastare il funzionamento dei radar tedeschi dell'epoca; gli inglesi riuscirono a trafugare informazioni da un radar tedesco del tipo Würzburg installato nei pressi di Bruneval in Normandia (Operazione Biting), scoprendo che i sistemi tedeschi operavano solo in un ristretto campo di frequenze intorno ai 560 MHz, rendendoli quindi molto vulnerabili a contromisure ottimizzate su quelle lunghezze d'onda. Il progetto venne considerato top secret e venne scelto un nome il più casuale possibile nel corso di una riunione nell'ufficio del responsabile del TRE. Per evitare qualsiasi legame tra la funzione e il nome in codice del progetto venne scelto un oggetto casuale visibile ai presenti e si optò per "window" (finestra).
Anche la Germania ottenne esiti simili; nel corso delle sperimentazioni vicino a una località berlinese, Düppel, furono riscontrati gli effetti che questo tipo di contromisure avevano sui radar; il maresciallo Göring, impressionato dai resoconti, ordinò di interrompere gli studi sul "Düppel" (nome tuttora usato in Germania) con l'apposizione del segreto militare, per la preoccupazione dell'uso che ne potevano fare le nazioni Alleate.
Negli Stati Uniti il Dr. Fred Terman, capo dello sviluppo delle contromisure presso il "Radio Research Laboratory" (RRL) di Harvard veniva tenuto al corrente dei risultati ottenuti con il "window", ribattezzato in USA chaff, nome con il quale oggi, in tutto il mondo, viene identificata questa tecnica. Terman insieme a L. J. Chu, affrontò il problema in modo meno empirico e più scientifico, concentrandosi sulle riflessioni delle onde radar causate da piccoli dipoli. Basandosi sugli studi di Chu, Fred Whipple arrivò a un'importante scoperta: verificò che, per massimizzare l'eco prodotta, era necessario massimizzare il rapporto lunghezza/diametro degli elementi riflettenti, rendendoli sempre più sottili. Per questa scoperta Whipple viene considerato dagli americani lo scopritore del chaff e gli venne affibbiato il nomignolo Chief of chaff (Capo dei chaff).
Terman comunicò la scoperta al TRE inglese, e da questi vennero fatte verifiche utilizzando strisce lunghe la metà in proporzione alla lunghezza d'onda dei radar tedeschi. Si ebbe conferma che l'eco riflessa era simile a quello dei bombardieri, ma, anche nel caso inglese, la preoccupazione che anche i nemici si avvalessero di questa tecnologia ne impedì l'uso fino al luglio 1943.

### I primi utilizzi nella seconda guerra mondiale

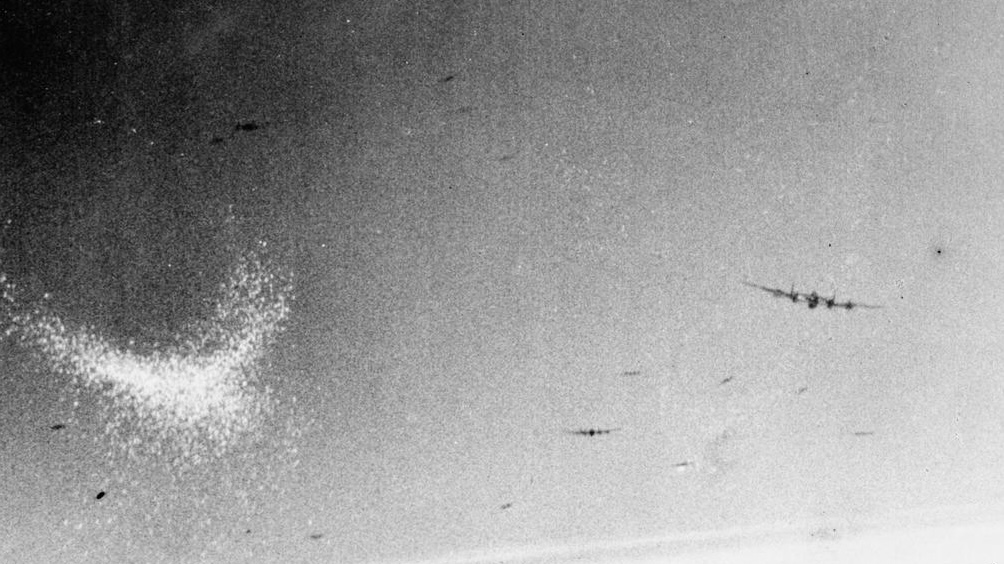
Un Lancaster lancia chaff (la nuvoletta bianca a forma di mezzaluna sulla sinistra della foto)

Il maresciallo Arthur Harris, a capo del comando bombardieri della RAF (Bomber Command), decise l'utilizzo di window in occasione del primo attacco della battaglia di Amburgo (Operazione Gomorrah) il 24 e 25 luglio 1943, proseguita il 2 e 3 agosto dello stesso anno.
Il primo gruppo incaricato di utilizzare il chaff fu il 76 Squadron RAF. Ventiquattro equipaggi vennero istruiti sulle modalità di lancio di pacchi di striscioline di carta ricoperte di alluminio. Si scelse la carta per minimizzare il peso e massimizzare il tempo di permanenza in aria per procrastinare l'effetto. Gli incaricati lanciarono i pacchi di striscioline al ritmo di uno al minuto, cronometrando con un orologio, lanciandoli dallo sportello utilizzato per lo sgancio dei razzi illuminanti. I risultati furono eccezionali: le fotoelettriche della difesa aerea tedesca guidate dai radar iniziarono a girare per il cielo senza risultato. L'artiglieria contraerea sparò a casaccio o non aprì il fuoco del tutto, e i caccia notturni non riuscirono a individuare le ondate dei bombardieri. Amburgo venne devastata e si generò una tempesta di fuoco. L'autorizzazione per l'utilizzo dello window venne data per limitare le perdite della RAF e si rivelò efficace: soltanto 12 dei 700 bombardieri inviati vennero abbattuti.
I comandanti di gruppo iniziarono a equipaggiare i velivoli con speciali aperture per il lancio di window e gli equipaggi, incoraggiati dai risultati ottenuti, si affrettarono a effettuare quante più missioni possibili prima della prevedibile adozione di contromisure da parte dei tedeschi.

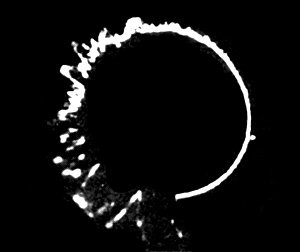
Effetti del chaff sul display di un radar Giant Würzburg

Le strisce di metallo ritrovate al suolo inizialmente sconcertarono la popolazione tedesca. Vennero diffuse voci sul fatto che si trattasse di materiale radioattivo o contaminato da antrace o altre armi batteriologiche. Gli scienziati tedeschi, al contrario, sapevano esattamente cosa fossero grazie agli studi sul düppel.
L'uso dello window rese obsoleti i caccia notturni Himmelbett della Kammhuber Line, controllati da terra, ma i Tedeschi risposero utilizzando piloti presi dalle squadriglie di caccia diurni e utilizzati in missioni dal profilo libero con aerei non equipaggiati di radar ritornando ad attacchi con ricerca visiva. Secondo alcuni storici, l'utilizzo del window portò i Tedeschi a specializzarsi nella caccia notturna, facendogli ottenere un aumento delle perdite inflitte che controbilanciò e superò l'iniziale vantaggio ottenuto dai rivali.
Meno noto è il fatto che la Luftwaffe utilizzò la stessa tecnologia appena sei settimane dopo il raid su Amburgo. In una serie di raid nel 1943, e in altri eseguiti tra febbraio e maggio 1944 (operazione Steinbock), l'utilizzo del düppel diede la possibilità ai bombardieri tedeschi di tentare un nuovo attacco su Londra. Sebbene l'accorgimento fosse stato efficace, il piccolo numero di bombardieri impiegati, contrapposto all'elevato numero di caccia notturni della RAF, minò la riuscita dello sforzo sin dall'inizio; gli aerei britannici pattugliarono il cielo in vaste formazioni, e riuscirono spesso a intercettare i bombardieri tedeschi malgrado l'utilizzo del düppel.

### Guerra di Corea
Già nell'ultima parte della seconda guerra mondiale, i tedeschi, per restituire efficacia ai propri radar, si concentrarono nello sviluppo di tecniche utili a discriminare gli aerei in movimento rispetto alle lente nuvole di chaff. Per agevolare il compito, vennero introdotti nuovi radar operanti a frequenza più alta (con lunghezza d'onda più corta). Questi studi portarono nell'immediato dopoguerra alla evoluzione del radar doppler ottimizzato per la discriminazione degli oggetti in movimento. A seguito di questa innovazione, i detrattori del chaff ne ipotizzarono la fine operativa. Al contrario, durante la Guerra di Corea le nuvole di chaff sparate dagli aerei sotto attacco riuscirono a interrompere l'aggancio sul bersaglio dei radar contraerei di costruzione sovietica. Per questo tipo di utilizzo fu necessario sviluppare il chaff. rendendolo efficace contro la frequenza di 2,5 GHz usata da questi radar, e quindi i dipoli vennero tagliati a lunghezze molto più corte del passato arrivando a 5,5 cm circa. Si dovette a questo punto risolvere il problema di evitare l'annodarsi delle strisce tra di loro, creando strutture "a nido di uccello". Gli accorgimenti costruttivi si unirono alla realizzazione di sistemi per l'espulsione veloce del chaff, ottimizzati proprio per l'utilizzo in condizioni di emergenza.

### Guerra delle Falkland
Il chaff fu utilizzato in grandi quantità dalle navi britanniche durante la Guerra delle Falkland. L'assenza di lanciatori di chaff sull'Atlantic Conveyor, a differenza di tutte le altre navi del gruppo della Royal Navy, potrebbe essere una concausa dell'affondamento avvenuto a causa di un missile Exocet. Di contro, a causa della grande sezione radar della nave, probabilmente l'utilizzo del chaff sarebbe risultato comunque inefficace.

## Curiosità

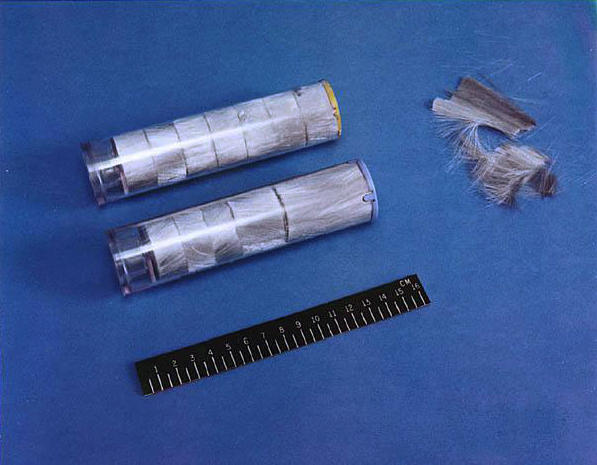
Cartucce di chaff modelli RR-129 e RR-144 per utilizzo U.S. Navy

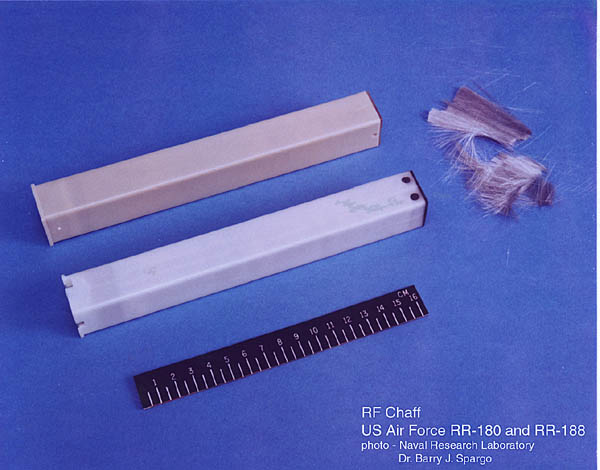
Cartucce di chaff modelli RR-180 e RR-188 per utilizzo USAF

- Il codice radio abbreviato utilizzato per indicare i corridoi di chaff è "confetti"[5] (in inglese la parola "confetti", di evidente provenienza italiana, significa "coriandoli").
- La U.S. Navy sviluppò le proprie cartucce per disperdere il chaff basandosi sulle esperienze dei razzi illuminanti sparati con la pistola Very, e quindi le cartucce sono state studiate a partire dalla forma cilindrica. L'USAF considerò uno spreco di spazio la forma cilindrica e sviluppò cartucce a forma quadrata. Tuttora le cartucce per le due forze armate sono facilmente distinguibili dalla forma.
- Nel videogioco Metal Gear Solid le granate chaff sono un'arma ricorrente, usate per disturbare elettronicamente telecamere, carri armati e lo stesso Metal Gear.